# FC Holzhausen
Der FC Holzhausen (vollständiger Name Fußballclub 1933 Holzhausen e. V.) ist ein Sportverein aus dem württembergischen Holzhausen, einem Ortsteil von Sulz am Neckar. Die Fußballmannschaft des Klubs trat von 2022 bis 2024 in der Oberliga Baden-Württemberg an.

## Geschichte
Der 1933 gegründete Fußballverein spielte die ersten Jahrzehnte seines Bestehens in lokalen Spielklassen, bei der Neugründung des Vereins nach dem Zweiten Weltkrieg firmierte der Verein kurzzeitig als VfL Holzhausen. Von 1964 bis 1968 wurde das immer noch in Nutzung befindliche Panoramastadion, das etwa 3000 Zuschauern Platz bietet, und das Clubheim errichtet. 2015 gelang erstmals der Aufstieg in die Landesliga Württemberg, 2020 in die Verbandsliga Württemberg und schließlich 2022 als Vizemeister hinter dem FSV Hollenbach nach Siegen in den Aufstiegsspielen gegen den FC Denzlingen (5:0 und 6:1) in die Oberliga Baden-Württemberg. Sportlich war insbesondere der Torjäger Janik Michel entscheidend für die Aufstiege, der Stürmer kam Anfang 2018 vom Regionalligisten SSV Ulm 1846, als Holzhausen auf einem Abstiegsplatz in der Landesliga stand. In der Verbandsliga-Saison 2021/22 erzielte er 47 Treffer und damit deutschlandweit die meisten auf der sechsten Ligenebene. Auf der Trainerbank hatte der Klub von 2021 bis 2023 mit Pascal Reinhardt einen Ex-Profi sitzen, der zudem seit 2022 sportlicher Leiter in Personalunion war. Nach dem Abgang Reinhardts im Sommer 2023 hatte der Klub Probleme die Trainerposition adäquat nachzubesetzen und stieg am Ende der Saison 2023/24 als Drittletzter wieder in die Verbandsliga ab.
Eng verbunden ist der sportliche Aufstieg mit dem Familienunternehmen Heinrich-Kipp-Werk, einem international tätigen Hersteller im Bereich Spanntechnik, Normelemente und Bedienteile, das seinen Hauptsitz in Holzhausen hat und neben dem betriebenen Sponsoring auch im Vorstand des Vereins vertreten ist.
Neben Fußball bietet der Verein auch Turnen, Volleyball und Tischtennis an. Das 1990 gegründete Frauenfußballteam spielt mittlerweile in einer größeren Spielgemeinschaft (SGM TSV Geislingen/SG Vöhringen).